# Убуяма
32°59′44″ пн. ш. 131°13′1″ сх. д. / 32.99556° пн. ш. 131.21694° сх. д.
Убуяма (яп. 産山村) — село в Японії, в префектурі Кумамото. Розташоване на північно-східному краю кальдери Асо. У січні 2021 року населення села становило 1438 осіб, а щільність населення становила 24 особи на квадратний кілометр. Загальна площа становить 60,72 квадратних кілометрів.